# Квемо Халацані
Квемо Халацані (груз. ქვემო ხალაწანი) — село в Грузії.
За даними перепису населення 2014 року в селі проживає 134 особа.